# Carlo Romei
Carlo Romei (Montevarchi, 20 novembre 1924 – Roma, 16 ottobre 1986) è stato un sindacalista e politico italiano, fratello di Roberto Romei.

## Biografia
Tra i fondatori della CISL e membro della segreteria delle USL di Siena e Firenze, nel 1963 venne eletto segretario generale della CISL di Ravenna e lo rimase fino al 1968, quando passò a far parte della segreteria confederale.
Nel 1969 fu nominato presidente dello SCAU, ente per i contributi unificati in agricoltura, che lasciò nel 1976 quando, dopo anni di fedele militanza DC, venne candidato ed eletto al Senato nel collegio di Paola-Castrovillari. Confermato nel 1979 e nel 1983, restò in carica sino alla morte.
Proprio nel 1983, con Bettino Craxi, entrò nella squadra di governo come sottosegretario al ministero della sanità nel governo presieduto dal segretario socialista.
Si ricorda di lui l'impegno per il confronto con la sinistra socialista negli anni '60, assieme all'on. Nicola Pistelli (cofondatori della rivista "Politica") e per la nascita della cosiddetta "Area Zac", a cavallo degli anni '70 e '80, all'interno della Democrazia Cristiana.